# Ribera Alta (Valencia)
Ribera Alta es una comarca de la Comunidad Valenciana, España. Situada en la provincia de Valencia. Su capital, como centro administrativo, es Alcira. Acoge la segunda área urbana más poblada de la provincia de Valencia, tras su capital y cinturón metropolitano. Debido al crecimiento urbanístico, los trazados urbanos de los municipios de Alcira, Algemesí y Carcagente han quedado unidos en la actualidad, formando un núcleo cercano a los cien mil habitantes.

## Municipios
| Municipio                  | Nombre oficial                         | Población (2023) | Superficie                                               | Densidad |
| -------------------------- | -------------------------------------- | ---------------- | -------------------------------------------------------- | -------- |
| Alcira                     | Alzira                                 | 46 421           | 110,46                                                   | 401,52   |
| Algemesí                   | Algemesí                               | 27 438           | 41,50                                                    | 662,92   |
| Carcagente                 | Carcaixent                             | 20 777           | 59,30                                                    | 345,41   |
| Carlet                     | Carlet                                 | 16 141           | 45,60                                                    | 342,06   |
| Alginet                    | Alginet                                | 14 442           | 24,10                                                    | 555,19   |
| La Alcudia                 | l’Alcúdia                              | 12 197           | 23,67                                                    | 507,35   |
| Benifayó                   | Benifaió                               | 11 984           | 20,10                                                    | 595,12   |
| Alberique                  | Alberic                                | 10 815           | 26,70                                                    | 394,23   |
| Monserrat                  | Montserrat                             | 9312             | 45,60                                                    | 172,76   |
| Turís                      | Turís                                  | 7259             | 80,50                                                    | 82,56    |
| Villanueva de Castellón    | Castelló                               | 6891             | 20,30                                                    | 347,24   |
| Guadasuar                  | Guadassuar                             | 5961             | 35,30                                                    | 166,94   |
| Puebla Larga               | la Pobla Llarga                        | 4529             | 10,1                                                     | 440,79   |
| Montroy                    | Montroi/Montroy                        | 3295             | 31,40                                                    | 91,31    |
| Catadau                    | Catadau                                | 2939             | 35,50                                                    | 78,22    |
| Llombay                    | Llombai                                | 2687             | 55,60                                                    | 48,29    |
| Manuel                     | Manuel                                 | 2500             | 6,00                                                     | 408,67   |
| Real                       | Real                                   | 2410             | 18,30                                                    | 117,70   |
| Rafelguaraf                | Rafelguaraf                            | 2351             | 16,30                                                    | 143,25   |
| Benimodo                   | Benimodo                               | 2279             | 12,50                                                    | 181,44   |
| Cárcer                     | Càrcer                                 | 1826             | 7,40                                                     | 251,62   |
| Masalavés                  | Massalavés                             | 1739             | 7,50                                                     | 212,80   |
| Alfarp                     | Alfarp                                 | 1618             | 20,60                                                    | 74,95    |
| Alcántara del Júcar        | Alcàntera de Xúquer                    | 1414             | 3,30                                                     | 391,21   |
| Tous                       | Tous                                   | 1352             | 127,50                                                   | 9,90     |
| Señera                     | Senyera                                | 1122             | 2,05                                                     | 554,15   |
| Antella                    | Antella                                | 1114             | 17,60                                                    | 66,76    |
| Sumacárcel                 | Sumacàrcer                             | 1062             | 20,10                                                    | 54,53    |
| Gabarda                    | Gavarda                                | 1058             | 7,83                                                     | 132,57   |
| Énova                      | l’Énova                                | 914              | 7,70                                                     | 115,19   |
| La Barraca de Aiguas Vivas | La Barraca o La Barraca d'Aigües Vives | 899              | entidad local menor perteneciente al municipio de Alcira | -        |
| Benimuslem                 | Benimuslem                             | 665              | 4,20                                                     | 155,48   |
| Benegida                   | Beneixida                              | 655              | 3,20                                                     | 203,44   |
| San Juan de Énova          | Sant Joanet                            | 544              | 1,90                                                     | 265,26   |
| Sellent                    | Sellent                                | 381              | 14,00                                                    | 27,79    |
| Cotes                      | Cotes                                  | 314              | 6,30                                                     | 52,86    |
| Cogullada (Carcagente)     | Cogulla                                | 212              | 20,77 (pedanía Carcagente)                               | -        |
| Montortal                  | Montortal                              | 134              | 23,67 (pedanía de La Alcudia                             | -        |
| Total                      |                                        | 228 406          | 970,01                                                   | 227,18   |

En el total de la población, no se han sumado las pedanías, tampoco la entidad local menor porque ya van incluidas en las localidades.

## Geografía

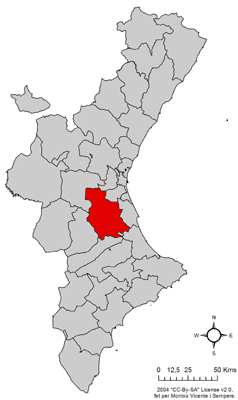
Localización de la Ribera Alta dentro de la Comunidad Valenciana

La Ribera Alta tiene una superficie de 1011,50 km² y la conforman 35 municipios.
Limita al norte con las comarcas de la Hoya de Buñol y la Huerta Sur, al este con la Ribera Baja, al oeste con la Canal de Navarrés y al sur con la Costera y la Safor.
Esta comarca es por antonomasia la Ribera del Júcar, río que discurre por toda la vega y es el eje principal de la misma, junto con sus afluentes:
- Por la izquierda, el río Magro
- Por la derecha, el río Sellent y el río Albaida.

Ellos traen el agua que fertiliza esta gran llanura situada al sur de Valencia, la capital de la Comunidad. 
Este río, cuyo nombre en árabe significa "devastador", es la causa de su riqueza agrícola. Pero también, haciendo honor a su nombre, es la causa de sus constantes riadas y trágicas inundaciones que a lo largo de la historia ha producido en esta área mediterránea, conociéndose como el fenómeno de la gota fría.
El paisaje es eminentemente llano, ya que su altitud apenas sobrepasa los 500 m en el límite con las comarcas fronterizas.
Muy cerca de Alcira, está el Espacio Natural protegido de la Murta y la Casella.

## Infraestructuras e Industria
Es una comarca eminentemente agrícola, que basa su economía principalmente en el cultivo de la naranja, tradicionalmente desde el siglo XVIII. La industria es un sector predominante desde la segunda mitad del siglo XX y se concentra principalmente en el término municipal de Alcira, así como el comercio.
La población, de alrededor de 220 000 habitantes, se concentra en las principales poblaciones que se asientan sobre los ejes principales de comunicaciones: Alcira, Algemesí, Carcagente y Benifayó en la carretera y la línea de ferrocarril Valencia-Játiva; y Alginet, La Alcudia, Alberique en la carretera de A-7. La comarca está bien comunicada con otras poblaciones de la provincia a través de una extensa red de carreteras comarcales y las líneas de ferrocarril de vía ancha de Valencia a Játiva y de vía estrecha de Valencia a Villanueva de Castellón.
Estos municipios más grandes absorben el crecimiento comarcal y muestran un gran dinamismo económico, social y cultural.

## Lengua
A excepción del municipio de Tous (oficialmente castellanohablante), el resto de municipios de la comarca pertenecen al ámbito lingüístico valencianoparlante. En la Ribera, en especial, se habla un dialecto del valenciano llamado Apitxat.

## Delimitaciones históricas
La actual comarca de la Ribera Alta comprende la subcomarca histórica de la Vall dels Alcalans y los municipios de Tous y Villanueva de Castellón, los cuales no formaban parte de la histórica comarca de la Ribera Alta, donde sí formaban parte Albalat de la Ribera (actualmente en la Ribera Baja), y Estubeny (en la Costera). Esta comarca histórica aparece en el mapa de Emili Beüt "Comarques naturals del Regne de València" publicado en el año 1934.

## Cultura
- Ruta de los Monasterios de Valencia. La Ribera Alta se encuentra enclavada dentro de los itinerarios de esta ruta monumental y cultural inaugurada en 2008, que discurre por diversos municipios y parajes de la comarca, visita ineludible de la cual, son el Monasterio de La Murta en Alcira y el Monasterio de Aguas Vivas, en Carcagente.

## Monumentos
En la Ribera Alta cabe destacar su monumentos islámicos, el Castillo de Aledua, la Torre Muza y la Muralla de Alcira, así como la arquitectura modernista de sus mercados, como el de Carcagente:

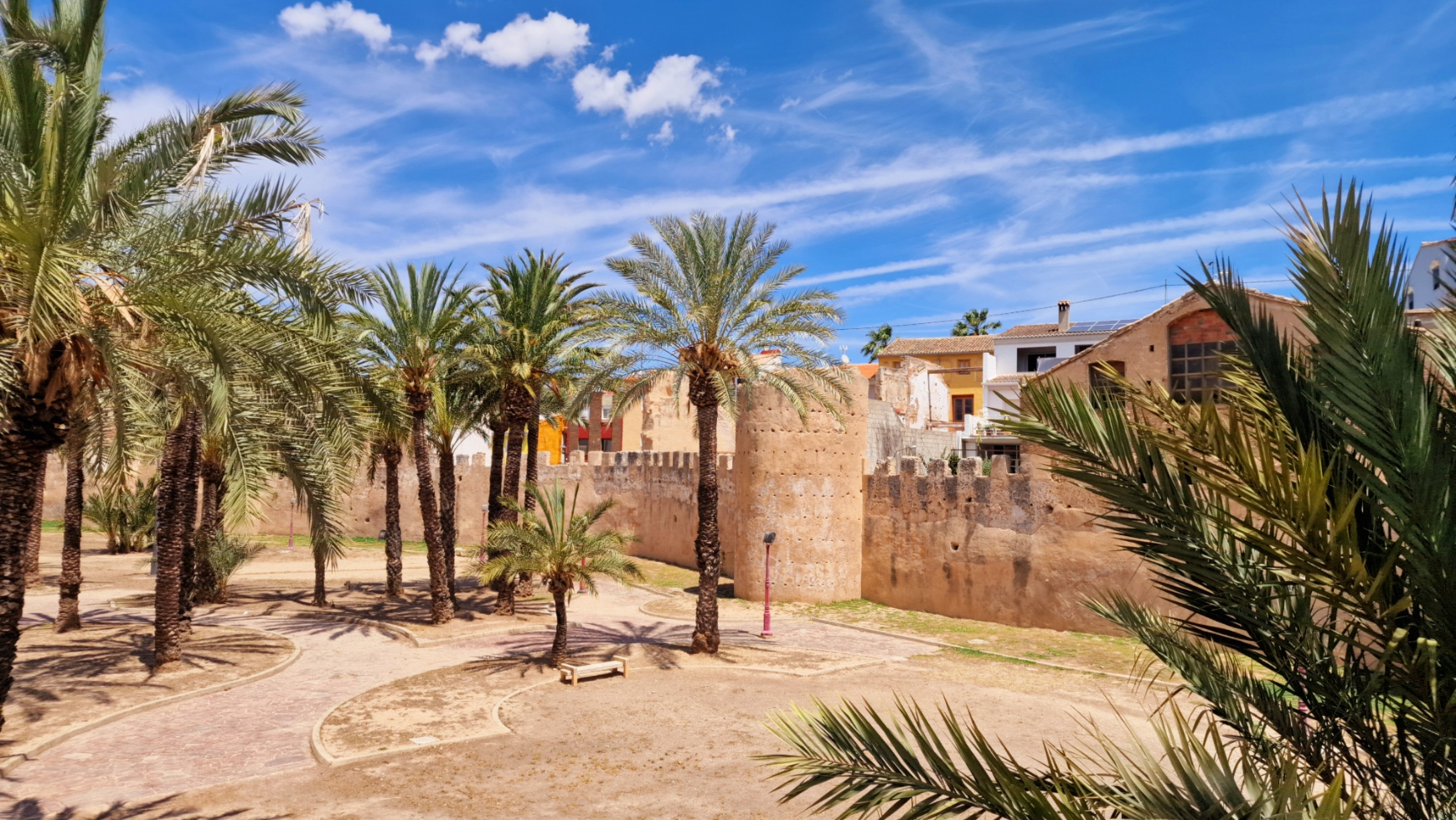
Muralla árabe de Alcira
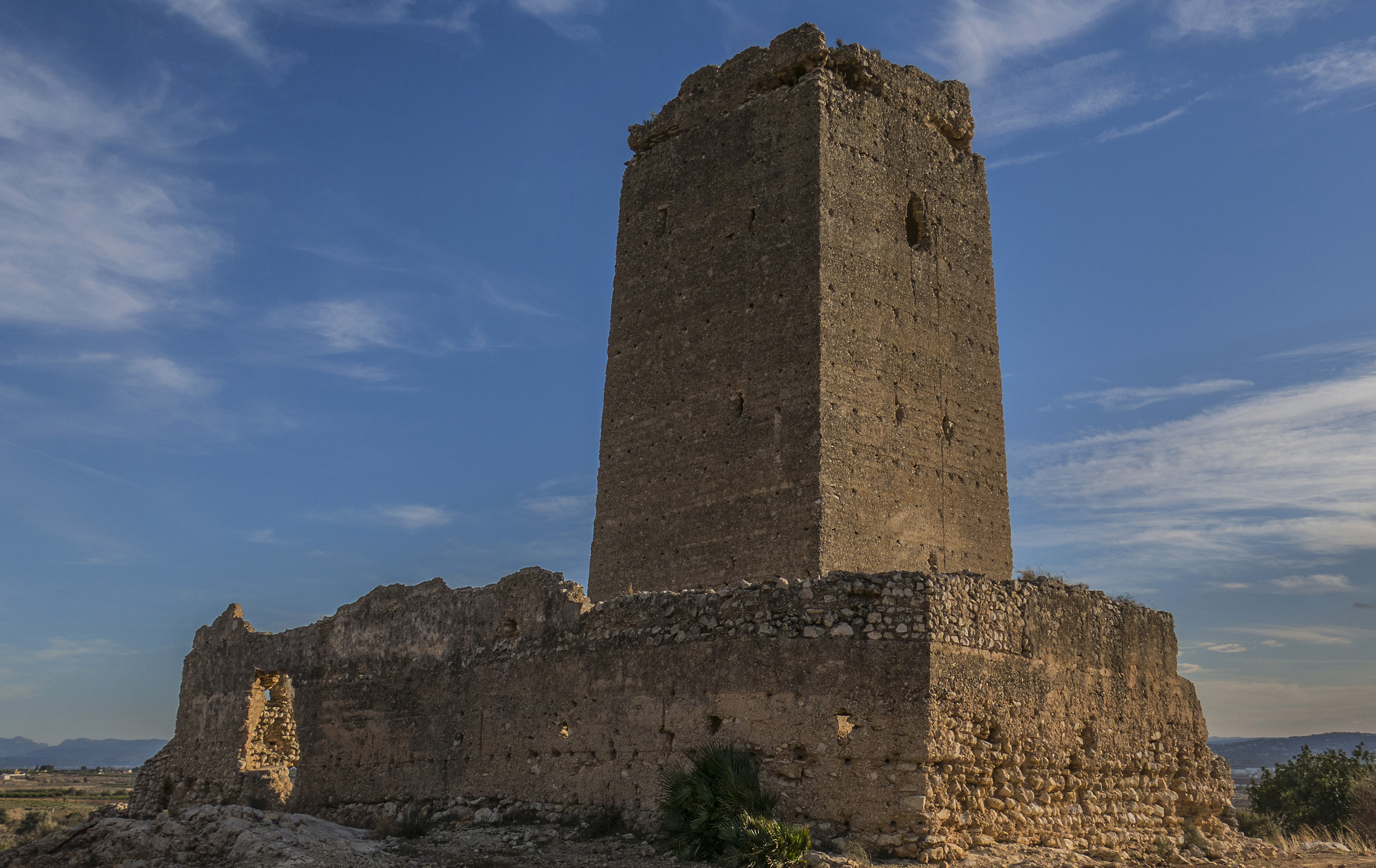
Castillo de Aledua
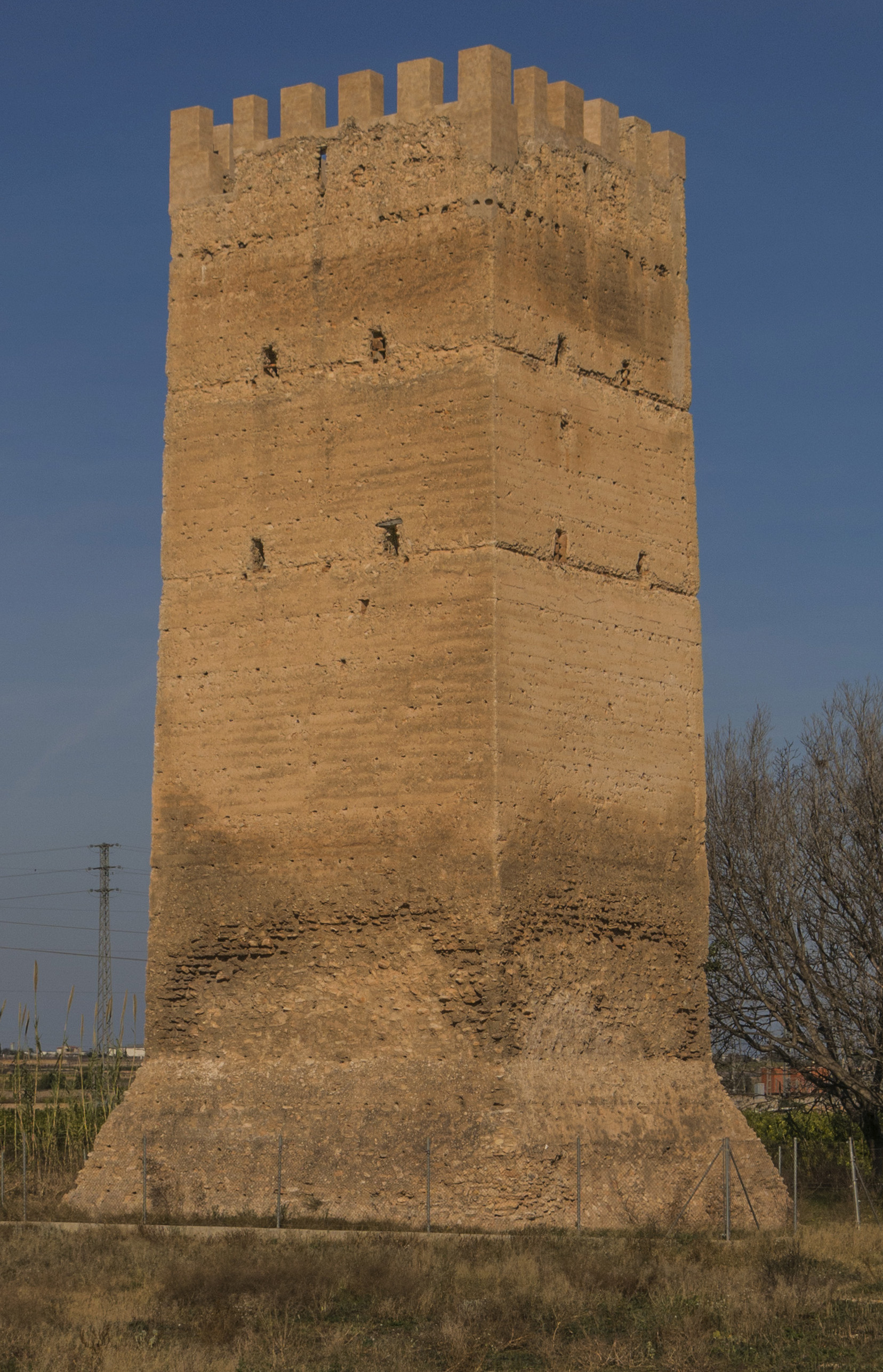
Torre Muza
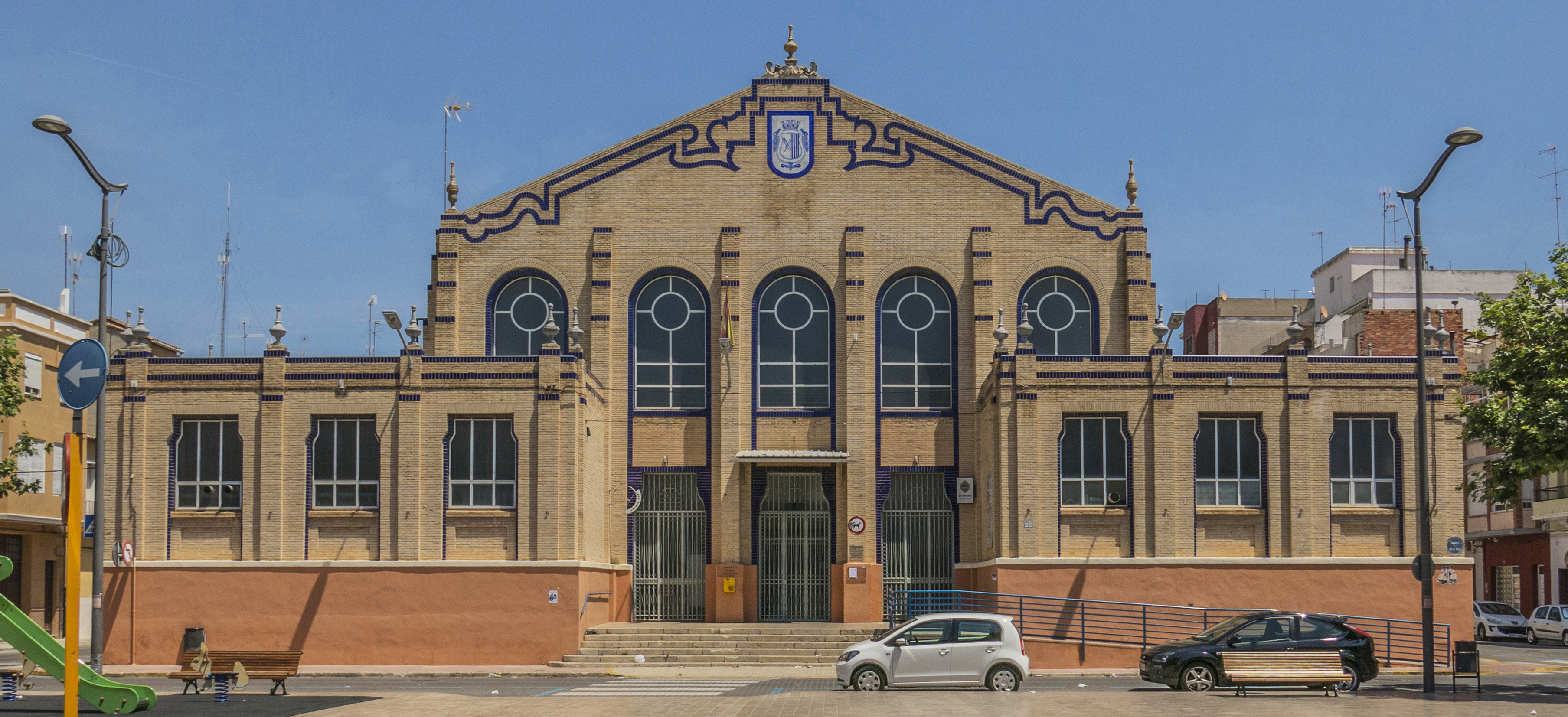
Mercado de Carcagente
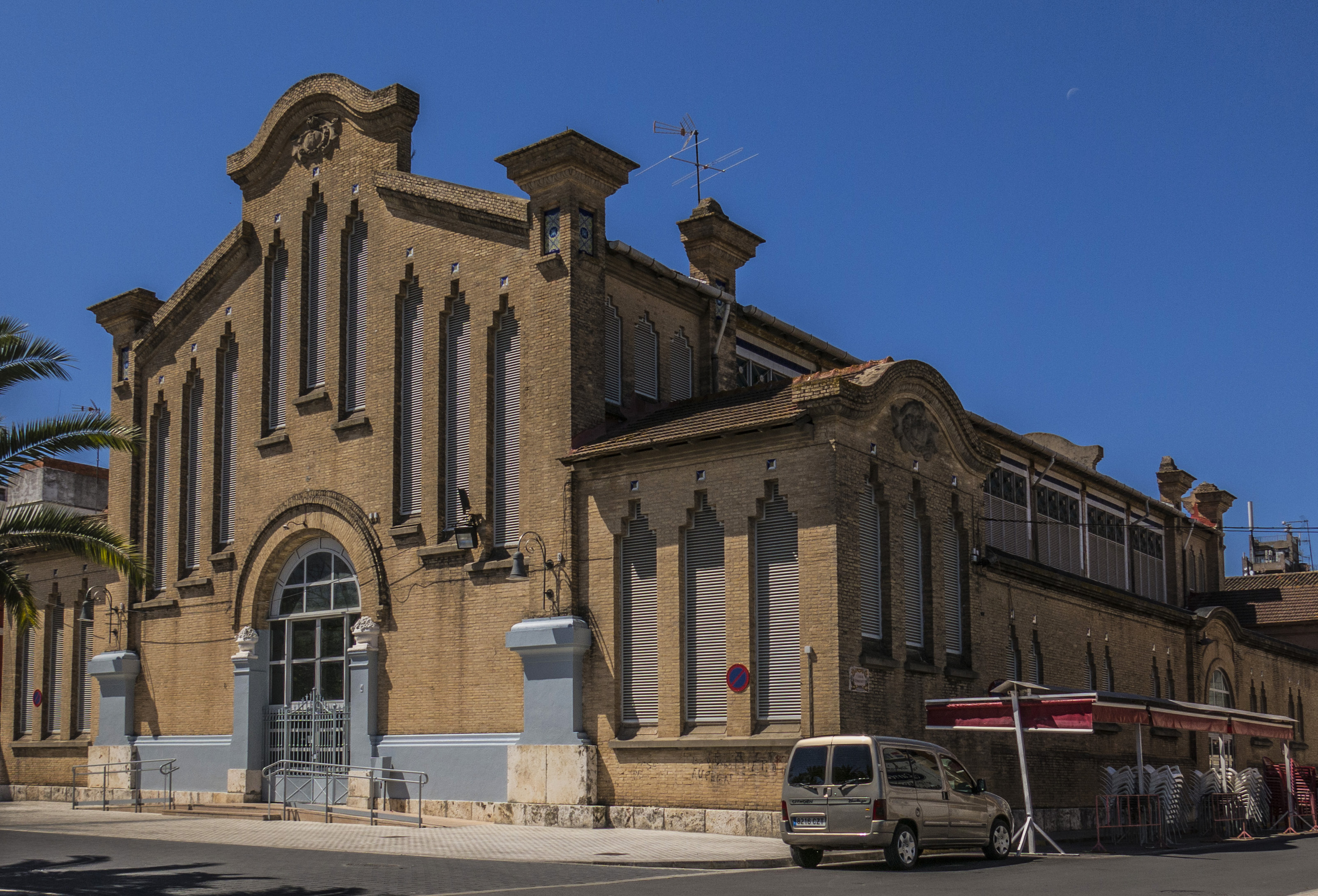
El mercado proyectado por Carlos Carbonell Pañella